# Obre
Obre är en ort i Bosnien och Hercegovina.   Den ligger i entiteten Federationen Bosnien och Hercegovina, i den centrala delen av landet, 30 km nordväst om huvudstaden Sarajevo. Obre ligger 413 meter över havet och antalet invånare är 489.
Terrängen runt Obre är huvudsakligen kuperad. Obre ligger nere i en dal. Närmaste större samhälle är Kakanj, 3,6 km norr om Obre. 
Omgivningarna runt Obre är en mosaik av jordbruksmark och naturlig växtlighet. Runt Obre är det ganska tätbefolkat, med 93 invånare per kvadratkilometer.